# Amarildo de Jesus Valencio
Amarildo de Jesus Valencio (sinh ngày 9 tháng 4 năm 1974) là một cầu thủ bóng đá người Brasil.

## Sự nghiệp câu lạc bộ
Amarildo de Jesus Valencio đã từng chơi cho Kyoto Purple Sanga.